# Giacomellia inversa
Giacomellia inversa är en fjärilsart som beskrevs av Eugenio Giacomelli 1911. Giacomellia inversa ingår i släktet Giacomellia och familjen påfågelsspinnare. Inga underarter finns listade i Catalogue of Life.